# Aquilegia pancicii
Aquilegia pancicii là một loài thực vật có hoa trong họ Mao lương. Loài này được Degen mô tả khoa học đầu tiên năm 1905.